# کوروو (استان پومرانی غربی)
کوروو (به لهستانی:  Kurów) یک روستا در لهستان است که در گمینا کووباسکووو واقع شده‌است.